# トロイ・アーチボルド・ヘンヴィル
トロイ・パトリック・アーチボルド・ヘンヴィル（Troy Patrick Archibald-Henville, 1988年11月4日 - ）は、イングランド・ロンドン・ニューアム区出身のサッカー選手。ポジションはディフェンダー。
主にセンターバックの位置でプレーする。
トッテナム・ホットスパーFCのユース出身。トッテナムではトップチームに昇格出来ずに、主にリーグ1のチームやリーグ2のチームでプレーした。中でもエクセター・シティFCには6シーズンに渡り在籍した。